# The Hound of the Baskervilles (film, 1932)
Pour les articles homonymes, voir Le Chien des Baskerville (homonymie).
Pour plus de détails, voir Fiche technique et Distribution.
The Hound of the Baskervilles est un film policier britannique sorti en 1932, réalisé par Gareth Gundrey et inspiré du roman Le Chien des Baskerville (1902) d'Arthur Conan Doyle. Le scénario du film a été adapté par Edgar Wallace. Sherlock Holmes est interprété par Robert Rendel et le Docteur Watson par Frederick Lloyd. La société Gainsborough Pictures a produit le film avec un budget de 25 000 £.
Selon les informations du site IMDb, le film a longtemps été considéré comme partiellement perdu : la pellicule existait mais la bande son manquait. Un exemplaire de la bande son a finalement été retrouvé (à une date non mentionnée), et le film a pu être restauré. La version restaurée a été projetée au sein de la Sherlock Holmes Society of London mais n'a pas connu d'édition destinée au grand public.
Toujours selon IMDb, les holmésiens ayant eu la possibilité de voir le film n'ont pas été conquis par la réalisation, ni par le jeu de Robert Rendel, qui incarne un Sherlock Holmes au caractère éloigné de celui conféré par Arthur Conan Doyle à son personnage dans le roman d'origine. Le jeu de l'acteur est qualifié de « non-canonique ».

## Distribution
- John Stuart : Sir Henry Baskerville
- Robert Rendel : Sherlock Holmes
- Frederick Lloyd : Docteur Watson
- Heather Angel : Beryl Stapleton
- Reginald Bach : Stapleton
- Wilfred Shine : Docteur Mortimer
- Sam Livesey : Sir Hugo Baskerville
- Henry Hallett : Barrymore
- Sybil Jane : Mrs. Barrymore
- Elizabeth Vaughan : Mrs. Laura Lyons